# Hybomitra seguyi
Hybomitra seguyi är en tvåvingeart som beskrevs av Trojan 1990. Hybomitra seguyi ingår i släktet Hybomitra och familjen bromsar.
Artens utbredningsområde är Bulgarien. Inga underarter finns listade i Catalogue of Life.